# Cristiano Bevilacqua
Cristiano Bevilacqua (* 14. Januar 1983) ist ein italienischer Badmintonspieler. 

## Karriere
Cristiano Bevilacqua wurde 2002 erstmals nationaler Meister in Italien, nachdem er zuvor schon mehrfach bei den Junioren erfolgreich gewesen war. Ein weiterer Titelgewinn folgte 2003. 2001 siegte er bei den Brazil International, 2002 bei den Giraldilla International.

## Sportliche Erfolge
| Saison | Veranstaltung                               | Disziplin    | Platz | Name                                      |
| ------ | ------------------------------------------- | ------------ | ----- | ----------------------------------------- |
| 1998   | Italien: Einzelmeisterschaften der Junioren | Herrendoppel | 1     | Enrico Galeani / Cristiano Bevilacqua     |
| 1999   | Italien: Einzelmeisterschaften der Junioren | Mixed        | 1     | Cristiano Bevilacqua / Agnese Allegrini   |
| 1999   | Italien: Einzelmeisterschaften der Junioren | Herreneinzel | 1     | Cristiano Bevilacqua                      |
| 1999   | Italien: Einzelmeisterschaften der Junioren | Herrendoppel | 1     | Cristiano Bevilacqua / Kurt Sagmeister    |
| 2001   | Italien: Einzelmeisterschaften der Junioren | Herreneinzel | 1     | Cristiano Bevilacqua                      |
| 2002   | Giraldilla International                    | Herrendoppel | 1     | Christian Bernhard / Cristiano Bevilacqua |
| 2002   | Italien: Einzelmeisterschaften              | Herrendoppel | 1     | Cristiano Bevilacqua / Christian Bernhard |
| 2003   | Italien: Einzelmeisterschaften              | Herrendoppel | 1     | Cristiano Bevilacqua / Christian Bernhard |